# Peter King (Musiker)

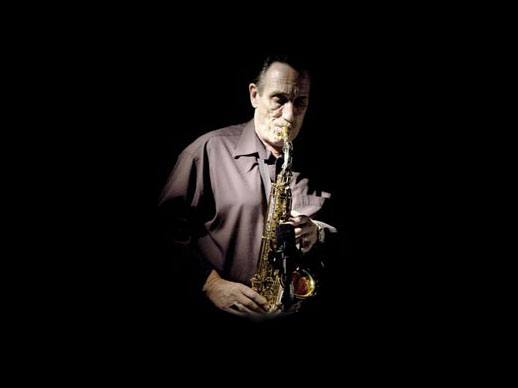
Peter King (2008)

Peter King (* 11. August 1940 in Kingston-upon-Thames, Surrey; † 23. August 2020) war ein britischer Altsaxophonist und Klarinettist des Modern Jazz.

## Leben und Wirken
Peter King ist Autodidakt und spielte mit fünfzehn Jahren erst Klarinette, wechselte dann zum Altsaxophon als Hauptinstrument. Sein Debüt als Profimusiker hatte er 1959 im Londoner Jazzclub von Ronnie Scott; im gleichen Jahr wurde er vom Melody Maker als New Star gewürdigt. Anschließend spielte er als Sideman bei unzähligen Sessions vor allem in  der britischen Bebop-Szene; 1960/61 war er Mitglied des Orchesters von John  Dankworth, spielte in den Big Bands von Maynard Ferguson, Tubby Hayes, Harry South und Stan Tracey, außerdem in kleineren Formationen mit Philly Joe Jones, Zoot Sims, Al Cohn, Red Rodney, Hampton Hawes, Al Haig, Nat Adderley, Dick Morrissey und anderen. In der Band von Ray Charles tourte er durch Europa und begleitete auch Sänger wie Jimmy Witherspoon, Joe Williams, Jon Hendricks und Anita O’Day. Im Jahr 1982  begleitete er den Bebop-Veteran Al Haig bei einem Konzert in Hampstead, 1985 spielte er als Solist sowie als Komponist und Arrangeur mit der Brüsseler Radio Bigband. Später leitete er eigene Bands und nahm mit Gastmusikern wie Alan Skidmore, Alec Dankworth und Guy Barker eine Reihe von Alben auf. King spielte gelegentlich bei Plattenaufnahmen mit Stan Tracey sowie Colin Purbrook und war Mitglied des Tentetts von Charlie Watts. 1990 war er Solist in Colin Towns Mask Orchestra, 1997 spielte er mit George Coleman (Blues Inside Out).
Stilistisch war King von Charlie Parker, Stan Getz, John Coltrane sowie von Lester Young beeinflusst.

## Diskographische Hinweise
Als Leader
- East 34th Street (Spotlite, 1983)
- Brother Barnard (Miles Music, 1988/89) mit Guy Barker, Alan Skidmore
- Tamburella (Miles Music, 1994) mit Alec Dankworth
- Speed Trap (Jazz House, 1996) mit Gerard Presencer, Steve Melling, Alec Dankworth
- Lush Life (Miles Music, 1998) mit Gordon Beck
- Footprints (Miles Music, 2002) mit Steve Melling, Jeremy Brown, Arnie Somogyi, Stephen Keogh

Als Sideman
- Guy Barker: Isn’t It? (Spotlite, 1979)
- Al Haig: Bebop Live (Spotlite, 1982) mit Art Themen
- Stan Tracey: Genesis (Steam, 1987/88)
- Stan Tracey: Portraits Plus (Blue Note Records, 1992)